# گویزداوه
گویزداوه (به لاتین: Gwizdały) یک روستا در لهستان است که در گمینا ووخوو واقع شده‌است. گویزداوه ۶۳۰ نفر جمعیت دارد.